# Лидер-Чемпион
«Лидер-Чемпион» — киргизский футбольный клуб, представлявший Иссык-Кульскую область. Основан в 2020 году, однако снялся с розыгрыша чемпионата Кыргызстана после первого тура.

## История
В 2020 году «Академия-Лидер» разделилась на два клуба — «Каганат» и «Лидер». По соглашению с Кыргызским футбольным союзом обе команды получили право сыграть в новом розыгрыше чемпионата страны. «Каганат» продолжил представлять ошскую академию имени Асыла Момунова, а «Лидер» стал представлять Иссык-Кульскую область. Сама команда «Лидер» появилась в 2018 году после завершения одноимённого футбольного реалити-шоу. «Лидер» состоял в основном из непрофессиональных игроков и проводил лишь товарищеские игры. Главным тренером стал Леонид Сенкевич из Узбекистана, а президентом — бизнесмен Азат Исакунов. В 2019 году произошло объединение «Лидера» и ошской «Академии», которая стала выступать под названием «Академия-Лидер». По итогам сезона 2019 года «Академия-Лидер» заняла последнее место, после чего представители «Академии» решили продолжить выступать силами своих воспитанников, а «Лидер» стал независимым футбольным клубом.
Для участия в сезоне 2020 года команда планировала арендовать для выступлений стадион клуба «Алга», поскольку в Иссык-Кульской области отсутствовала необходимая инфраструктура. Кроме того, директор клуба Талант Усенов объявил о планах строительства в Иссык-Кульской области нового стадиона вместимостью 8 тысяч человек. Новым главным тренером накануне старта сезона стал российский специалист Виктор Демидов, а в заявку клуба вошло 25 игроков (включая 12 легионов). Свой первый и единственный матч в чемпионате команда провела 15 марта 2023 года на стадионе «Спорт Сити» в Канте против «Нефтчи» из Кочкор-Аты (0:1). Поражение «Лидеру» нанёс единственный гол «нефтянника» Умидулло Иминова.
После первого тура чемпионат был остановлен из-за пандемии COVID-19, однако уже в июне 2023 года стало известно, что из-за сложного материального положения руководство клуба приняло решение сняться с турнира. Единственный матч «Лидера» в чемпионате в дальнейшем был аннулирован. Пресс-служба при этом отметила, что клуб «Лидер» не прекращает своё существование, а берёт «вынужденную паузу с целью стабилизировать своё финансовое положение».
13 мая 2023 года клуб объявил о том, что закрепил 99-й номер за Ильичем Иманбековым, погибшим годом ранее в ДТП.

## Известные игроки
Полный список футболистов, выступавших за футбольный клуб «Лидер-Чемпион», о которых есть статьи в Википедии, смотрите здесь.